# 클로스두더지
클로스두더지(Euroscaptor klossi)는 두더지과에 속하는 포유류의 일종이다. 라오스와 말레이시아 그리고 태국에서 발견된다.